# 温琴佐·焦贝蒂
温琴佐·焦贝蒂（Vincenzo Gioberti，1848年12月16日—1849年2月21日） 是一名意大利哲学家、政治家，1848-1849年担任撒丁王国首相，其著作推动了意大利国家统一。
1825年，焦贝蒂被任命为罗马天主教神父，并很快成为都灵大学的神学教授。1831年，他被任命为撒丁国王卡洛·阿尔贝托的宫廷牧师。焦贝蒂因公开表达激进观点，被指控参与共和党的政治阴谋，于1833年被捕并被短暂监禁。然后，他流亡到巴黎和布鲁塞尔，作为教师留在国外。流亡期间创作了他的第一部重要著作，包括《哲学研究导论》（Introzione allo studio della filosofia，1839-40年），书中批评了安东尼奥·罗斯米尼（Antonio Rosmini）1830年提出的哲学体系。
焦贝蒂将康德主义和後康德主義引入意大利。其神学、哲学和政治观点都以他对于存在的看法为核心，其理论通常被称为本位主义。他创造了“轮回”（palingenesis）一词，表示人类概念回归到与之脱离的本质中心。理想与现实的重聚为焦贝蒂提供了一种描述精神生活在人类生活中实现的手段，因此，轮回成为一个伦理、社会和政治概念。
尽管焦贝蒂持有共和的观点，但他从未加入朱塞佩·马志尼领导的革命组织。直到1840年，他都坚决谴责将暴力作为统一意大利的一种手段。他主张君主立宪制：“既远离煽动，也远离专制”。在他最著名的著作《论意大利民族在道德和文明方面的优越》（Del primato Tairation e civile degli italiani，1843）中，他试图提出实现其政治理想的实用方法。他主张意大利联邦可能对世界文明作出的独特贡献的价值，建议建立一个由教皇领导的意大利联邦。焦贝蒂的提议受到了广泛的赞扬，1846年庇护九世当选时，被称为“焦贝蒂的教皇”，因为他声称同情这一计划。
1847年的大赦允许焦贝蒂返回都灵。意大利1848年革命期间，他曾担任新成立的众议院议长，短暂担任撒丁王国首相。内阁解散后成为驻法国大使，不久辞职，此后一直生活在巴黎直到去世，而他的观点在罗马越来越不受欢迎。他的第二部重要政治作品《论重建意大利文明》（Del Rinnovemento civile d'Italia，1851），在1848年威尼斯和米兰的民众起义的鼓舞下，表现出对全面民主的更大认可。随后，焦贝蒂的命运发生了逆转：教皇转而反对他，他的作品被列入了禁书目录。